# Nedelišće
Nedelišće je vesnice a opčina v Mezimuřské župě v Chorvatsku. V roce 2001 zde žilo 11 544 obyvatel. Opčinu tvoří 11 vesnic.

## Části opčiny
- Črečan
- Dunjkovec
- Gornji Hrašćan
- Gornji Kuršanec
- Macinec
- Nedelišće
- Parag
- Pretetinec
- Pušćine
- Slakovec
- Trnovec